# Schweizer Platz (métro léger de Francfort)
Pour les articles homonymes, voir Schweizer.
Schweizer Platz est une station du métro de Francfort. La station est sur les lignes U1, U2, U3 et U8 dans le district de Sachsenhausen.